# Skogsøya

Skogsøya  est une île de la commune de Øksnes , en mer de Norvège dans le comté de Nordland en Norvège.

## Description
L'île de 32,5 km2 fait partie de l'archipel des Vesterålen. L'île se trouve au large de la côte ouest de la grande île de Langøya, à seulement 3 kilomètres à l'ouest du village de Myre. La plupart de la population vit le long de la côte sud de l'île, où se trouve l'église historique d'Øksnes (Øksnes Church (en)) datant de 1703. L'administration municipale d'Øksnes était historiquement située sur cette île, mais elle a été déplacée vers le village de Myre sur l'île principale de Langøya au cours du XXe siècle.

## Galerie

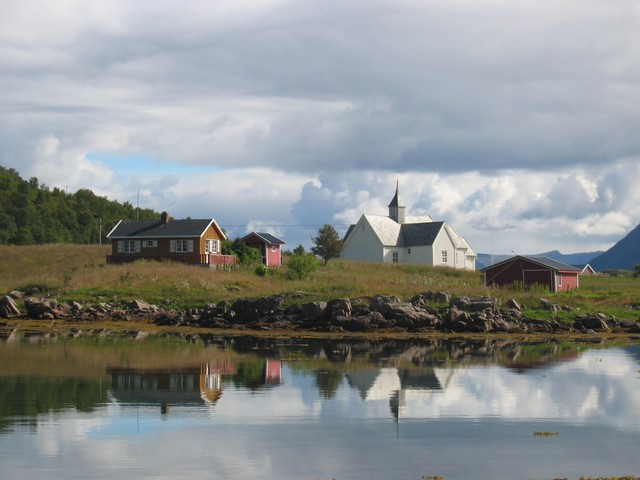
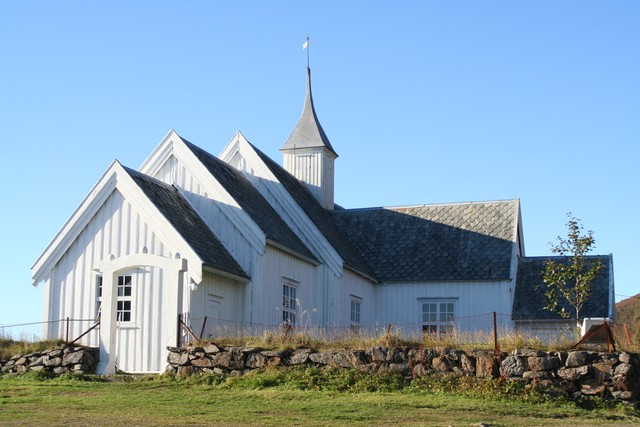
Eglise d'Oksnes